# Питання

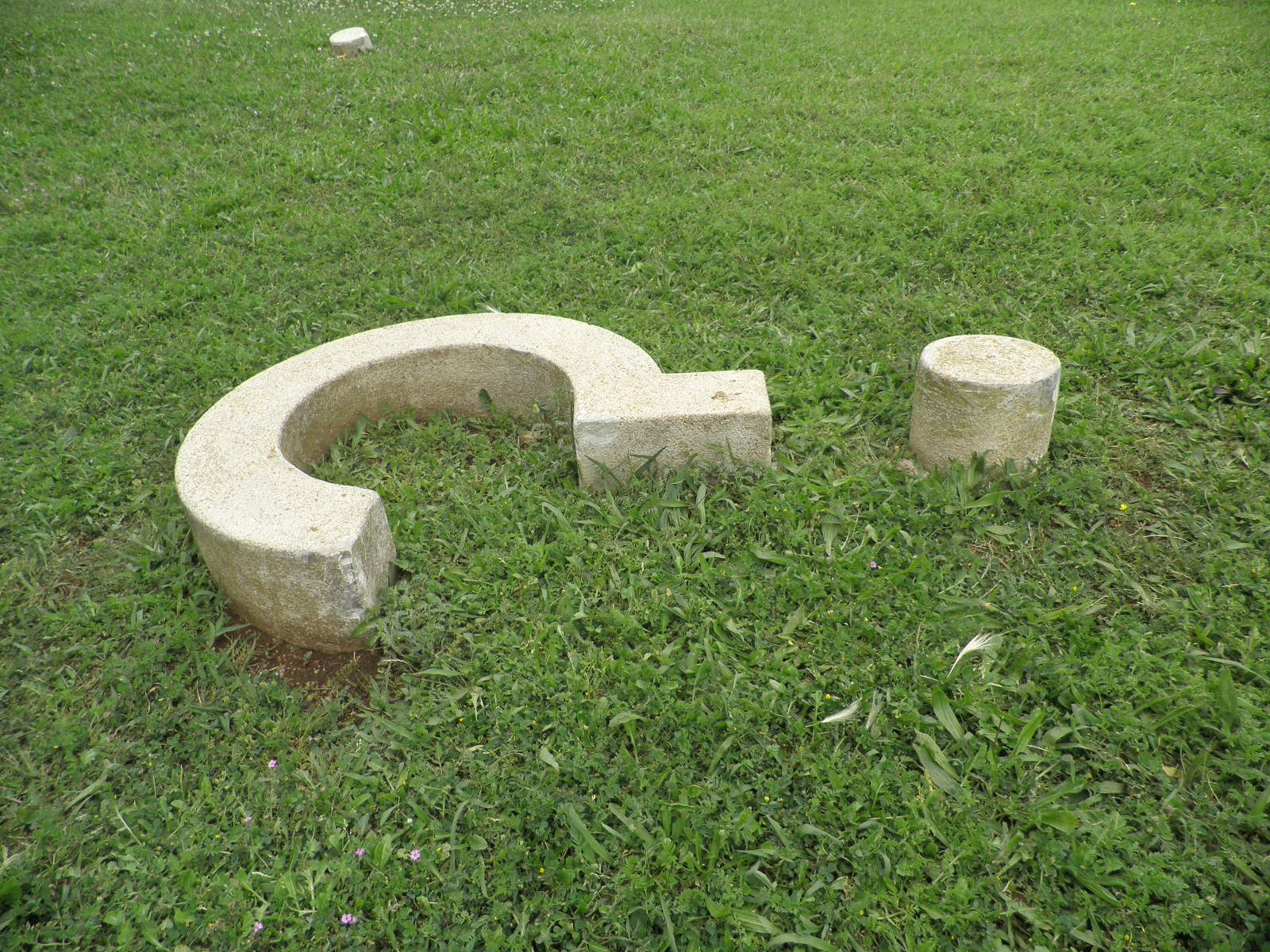
Знак питання

Пита́ння — форма думки, виражена в мові пропозицією, яку виголошують або пишуть, коли хочуть що-небудь запитати, тобто отримати інформацію, що цікавить. В українській мові, якщо питання виголошують, то використовують питальну інтонацію, а якщо пишуть, то в кінці ставлять знак питання і використовують питальні частки: чи, не… чи, що, як, чи що, то хіба, невже, що якщо, а, так, правда, чи не так, так, але ж, чи не так, вірно; питальні займенникові слова: хто, що, який, який, чий, який, скільки, як, де, куди, звідки, коли, чому, навіщо, наскільки. За допомогою цих засобів будь-яка не питальна пропозиція може стати питанням або перезапитом. Задаючи питання зазвичай чекаємо відповіді. Виняток становить лише риторичне питання, на яке відповідь не потрібна.

### Порядок слів у питанні
У деяких мовах питальні пропозиції мають строго певний порядок слів. Наприклад, в англійській мові в питанні спочатку йде присудок (або його допоміжна частина), а потім підмет. В українській мові такого строгого порядку немає, і співбесідник дізнається, що це питання, по інтонації (у розмові) або по знаку питання (у листі).

### Типи питань
- Відкрите питання
- Закрите питання
- Напівзакрите питання
- Роз'яснююче питання
- Контрольне питання
- Непряме питання
- Альтернативне питання
- Контактне питання
- Пробне питання
- Риторичне питання